# Wrotka
Wrotka (od ang. wrote – napisał) – zamieszczony na początku wiadomości internetowej krótki tekst informujący, zgodnie z prawem autorskim, o źródle cytowanej wypowiedzi.
Tekst taki może zawierać nazwę użytkownika (imię i nazwisko lub nick), jego adres poczty elektronicznej, datę i godzinę wysłania wiadomości i jej temat. Wrotka jest najczęściej wstawiana automatycznie przez newsreader lub program pocztowy. Niektóre z tych programów umożliwiają skonfigurowanie treści wrotki.
Przykładowa wrotka może wyglądać następująco:
```
Dnia 10.05.2005 o 12:53:47PM, Jan Kowalski napisał:
```